# Soulier d'or belge 1981
Le Soulier d'or 1981 est un trophée individuel, récompensant le meilleur joueur du championnat de Belgique sur l'ensemble de l'année 1981. Ceci correspond donc à deux demi-saisons, la fin de la saison 1980-1981, de janvier à juin, et le début de la saison 1981-1982, de juillet à décembre.

## Lauréat
Il s'agit de la vingt-huitième édition du trophée, remporté par le buteur du Lierse Erwin Vandenbergh. Troisième l'année précédente, il obtient le Soulier d'Or cette année, notamment grâce à son deuxième titre consécutif de meilleur buteur du championnat belge. Devenu un joueur important en équipe nationale, ce trophée lui permet d'obtenir un transfert vers Anderlecht quelques mois plus tard. Le podium est complété par le dribbleur espagnol du Beerschot Juan Lozano, et l'arrière droit et capitaine du Standard Éric Gerets.

## Top-3
| Place | Joueur            | Nationalité | Club(s)           | Points |
| ----- | ----------------- | ----------- | ----------------- | ------ |
| 1.    | Erwin Vandenbergh |             | Lierse SK         | 230    |
| 2.    | Juan Lozano       |             | Beerschot         | 191    |
| 3.    | Éric Gerets       |             | Standard de Liège | 173    |